# 브레이징 새들스
《브레이징 새들스》(Blazing Saddles)는 미국에서 제작된 멜 브룩스 감독의 1974년 코미디, 서부 영화이다. 클리본 리틀 등이 주연으로 출연하였고 마이클 헤츠버그 등이 제작에 참여하였다.
2006년 이 영화는 미국 의회도서관에 의해 문화적으로, 역사적으로, 미적으로 중요성을 인정받아 미국 국립영화등기부에 선정, 보존되었다.

## 출연

### 주연
- 클리본 리틀
- 진 와일더

### 조연
- 슬림 픽컨스

## 기타
- 미술: 피터 울리
- 의상: 비토리오 니노 노바레즈
- 배역: 네사 하이암스
- 안무: 앨런 존슨